# F.C. Romania
Câu lạc bộ bóng đá Romania là một câu lạc bộ bóng đá có trụ sở tại Cheshunt, Hertfordshire, Anh. Câu lạc bộ hiện đang là thành viên của Phân khu Spartan South Midlands League Premier Division và căn cứ tại Cheshunt's Theobalds Lane.

## Lịch sử
Câu lạc bộ được thành lập vào tháng 8 năm 2006 bởi Ion Vintilă, một người nhập cư từ Romania, với tên đội đến từ thực tế là hầu hết các đội được tạo thành từ những người nhập cư Rumani. Họ bắt đầu trong bóng đá giải đấu Chủ nhật, ban đầu chơi ở Giải đấu cuối tuần Chủ nhật Luân Đôn. Sau khi giành được sự phân chia của họ ở lần thử đầu tiên, câu lạc bộ đã chuyển sang bóng đá vào thứ Bảy, tham gia Essex Business House League vào năm 2008  Năm 2010, họ gia nhập Đội Một (Trung và Đông) của Liên đoàn Hạt Middlesex. Sau khi kết thúc với vị trí á quân trong mùa giải đầu tiên của họ trong phân chia, họ đã được thăng hạng lên Premier Division. Vào năm 2011, đội bóng12 đã hoàn thành với tư cách là á quân của Giải Ngoại hạng, nhưng không thể được thăng hạng do các quy định phân loại mặt đất.
Vào mùa giải 2012-13, đội bóng lần đầu tiên tham gia FA Vase, đánh bại Tring Athletic ở vòng loại đầu tiên, trước khi thua 7-0 tại Hoddesdon Town ở vòng tiếp theo. Trong cùng một mùa giải, câu lạc bộ đã hoàn thành thứ hai trong Premier Division cho mùa thứ hai liên tiếp và được thăng hạng lên Essex Senior League sau khi một thỏa thuận cơ bản với Cheshunt cho phép họ đáp ứng các quy định phân loại sân bãi. Mùa giải cũng chứng kiến họ giành Cúp Mở rộng của Middlesex County League với chiến thắng 3 trận1 trước Bratham trong trận chung kết. Vào năm 2014, đội bóng đã bước vào FA Cup lần đầu tiên, lọt vào vòng loại thứ hai, nơi họ thua Sutton United.
Mùa giải 2017-18 chứng kiến FC Romania kết thúc thứ ba tại Essex Senior League. Sau khi Shaw Lane giải thể, họ được thăng hạng Phân khu Nam Trung của Isthmian League như một phần của điều chỉnh giải đấu.

## Sân vận động
Câu lạc bộ ban đầu chơi trên sân Hackney Marshes, trước khi chuyển đến Khu giải trí Low Hall ở Walthamstow khi họ chuyển đến Essex Business House League. Khi câu lạc bộ gia nhập Liên đoàn Hạt Middlesex, họ bắt đầu chơi ở Trung tâm Thể thao Leyton. Vào năm 2012, câu lạc bộ bắt đầu khởi động tại sân vận động Cheshunt.

## Cán bộ câu lạc bộ
| Ban giám đốc         | Ban giám đốc                   |
| -------------------- | ------------------------------ |
| Chủ tịch             | liên_kết=\|viền Ion Vintilă    |
| Phó Chủ tịch         | liên_kết=\|viền Dragoș Grigore |
| Phó Chủ tịch         | liên_kết=\|viền Đàn Agape      |
| Phó Chủ tịch         | liên_kết=\|viền Alexandru Vlad |
| Thư ký               | liên_kết=\|viền Terry Cecil    |
| Nhân viên huấn luyện |                                |
| Giám đốc             | liên_kết=\|viền Ion Vintilă    |
| Trợ lý giám đốc      | liên_kết=\|viền Dragoș Ciolca  |
| Trợ lý giám đốc      | liên_kết=\|viền Gabriel Marin  |
| Câu lạc bộ bác sĩ    | liên_kết=\|viền Aurelian Miron |

## Danh dự
- Middlesex County League
  - Vô địch Cúp mở rộng 2012 201213

## Kỉ lục
- Thành tích tốt nhất tại Cúp FA: Vòng loại thứ hai, 2014-15, 2017-18 [5]
- Thành tích tốt nhất tại FA Vase: Vòng bốn, 2015-16